# Прохоров Віталій Володимирович
Віталій Прохоров (рос. Виталий Прохоров; нар. 25 грудня 1966, Москва) — радянський хокеїст, що грав на позиції крайнього нападника. Грав за збірні СРСР, СНД та Росії.
Олімпійський чемпіон — 1992 року.

## Ігрова кар'єра
Хокейну кар'єру розпочав 1983 року виступами за команду «Спартак» (Москва). У складі «Спартака» разом з Миколою Борщевським та Ігорем Болдіним складав найкращу ланку нападників наприкінці 80-х початку 90-х років.
1992 року був обраний на драфті НХЛ під 64-м загальним номером командою «Сент-Луїс Блюз». 
Протягом професійної клубної ігрової кар'єри, що тривала 20 років, захищав кольори команд «Спартак» (Москва), «Сент-Луїс Блюз», «Фер'єстад», «Давос», ЦСКА (Москва), «Ак Барс», «Металург» (Магнітогорськ), «Лада», «Витязь», «Хімік» (Воскресенськ).
Загалом провів 87 матчів у НХЛ, включаючи 4 гри плей-оф Кубка Стенлі.
Виступав за збірні СРСР, СНД та Росії в складі яких провів 25 ігор.

## Статистика

### Клубні виступи
| Сезон        | Клуб                       | Ліга         | Регулярний сезон | Регулярний сезон | Регулярний сезон | Регулярний сезон | Регулярний сезон | Плей-оф | Плей-оф | Плей-оф | Плей-оф | Плей-оф |
| Сезон        | Клуб                       | Ліга         | І                | Г                | П                | О                | ШХ               | І       | Г       | П       | О       | ШХ      |
| ------------ | -------------------------- | ------------ | ---------------- | ---------------- | ---------------- | ---------------- | ---------------- | ------- | ------- | ------- | ------- | ------- |
| 1983–84      | «Спартак» (Москва)         | СРСР         | 5                | 0                | 0                | 0                | 0                | —       | —       | —       | —       | —       |
| 1984–85      | «Спартак» (Москва)         | СРСР         | 31               | 1                | 1                | 2                | 10               | —       | —       | —       | —       | —       |
| 1985–86      | «Спартак» (Москва)         | СРСР         | 29               | 3                | 9                | 12               | 4                | —       | —       | —       | —       | —       |
| 1986–87      | «Спартак» (Москва)         | СРСР         | 27               | 1                | 6                | 7                | 2                | —       | —       | —       | —       | —       |
| 1987–88      | «Спартак» (Москва)         | СРСР         | 19               | 5                | 0                | 5                | 4                | —       | —       | —       | —       | —       |
| 1988–89      | «Спартак» (Москва)         | СРСР         | 37               | 11               | 5                | 16               | 10               | —       | —       | —       | —       | —       |
| 1989–90      | «Спартак» (Москва)         | СРСР         | 43               | 13               | 8                | 21               | 35               | —       | —       | —       | —       | —       |
| 1990–91      | «Спартак» (Москва)         | СРСР         | 43               | 21               | 10               | 31               | 29               | —       | —       | —       | —       | —       |
| 1991–92      | «Спартак» (Москва)         | СНД          | 32               | 12               | 16               | 28               | 54               | 6       | 1       | 3       | 4       | 14      |
| 1992–93      | «Сент-Луїс Блюз»           | НХЛ          | 26               | 4                | 1                | 5                | 15               | —       | —       | —       | —       | —       |
| 1993–94      | «Сент-Луїс Блюз»           | НХЛ          | 55               | 15               | 10               | 25               | 20               | 4       | 0       | 0       | 0       | 0       |
| 1993–94      | «Пеорія Райвермен»         | ІХЛ          | 19               | 13               | 10               | 23               | 16               | —       | —       | —       | —       | —       |
| 1994–95      | «Спартак» (Москва)         | МХЛ          | 8                | 1                | 4                | 5                | 8                | —       | —       | —       | —       | —       |
| 1994–95      | «Сент-Луїс Блюз»           | НХЛ          | 2                | 0                | 0                | 0                | 0                | —       | —       | —       | —       | —       |
| 1994–95      | «Пеорія Райвермен»         | ІХЛ          | 20               | 6                | 3                | 9                | 6                | 9       | 4       | 7       | 11      | 6       |
| 1995–96      | «Фер'єстад»                | Елітсерія    | 37               | 7                | 11               | 18               | 61               | 8       | 2       | 0       | 2       | 31      |
| 1997–98      | «Спартак» (Москва)         | Росія        | 46               | 21               | 14               | 35               | 92               | 4       | 2       | 1       | 3       | 12      |
| 1998–99      | «Давос»                    | НЛА          | 3                | 0                | 1                | 1                | 2                | —       | —       | —       | —       | —       |
| 1998–99      | ЦСКА (Москва)              | Росія        | 12               | 5                | 5                | 10               | 22               | —       | —       | —       | —       | —       |
| 1998–99      | «Ак Барс»                  | Росія        | 16               | 2                | 4                | 6                | 8                | 9       | 2       | 1       | 3       | 27      |
| 1999–2000    | «Металург» (Магнітогорськ) | Росія        | 20               | 8                | 11               | 19               | 8                | 12      | 5       | 4       | 9       | 2       |
| 2000–01      | «Лада»                     | Росія        | 14               | 2                | 4                | 6                | 8                | —       | —       | —       | —       | —       |
| 2000–01      | «Витязь»                   | Росія        | 24               | 5                | 9                | 14               | 52               | —       | —       | —       | —       | —       |
| 2001–02      | «Хімік» (Воскресенськ)     | Рос-2        | 32               | 10               | 8                | 18               | 30               | —       | —       | —       | —       | —       |
| Усього в НХЛ | Усього в НХЛ               | Усього в НХЛ | 83               | 19               | 11               | 30               | 35               | 4       | 0       | 0       | 0       | 0       |

### Збірна
| Рік                | Команда            | Турнір             | Місце              | І  | Г | П  | О  | ШХ |
| ------------------ | ------------------ | ------------------ | ------------------ | -- | - | -- | -- | -- |
| 1991               | СРСР               | КК                 | 5-е                | 5  | 1 | 2  | 3  | 4  |
| 1992               | СНД                | ОІ                 | 1                  | 8  | 2 | 4  | 6  | 6  |
| 1992               | Росія              | ЧС                 | 5-е                | 6  | 0 | 3  | 3  | 4  |
| 1998               | Росія              | ЧС                 | 5-е                | 6  | 0 | 1  | 1  | 0  |
| Національна збірна | Національна збірна | Національна збірна | Національна збірна | 25 | 3 | 10 | 13 | 14 |